# Soukous
El soukous, anomenat també lingala o congo, és un estil musical modern, originat al segle xx (durant les dècades de 1930 i 1940) a la zona central del continent africà, ocupada actualment pels estats República del Congo, República Democràtica del Congo, Gabon i República Centreafricana, que es feu popular per tota Àfrica. Soukous, derivat del terme francés sécouer, 'sacsejar', era el nom d'un ball popular en els anys 60 en el Congo Belga i Francés, una adaptació africana de la rumba cubana.
El soukous es diu "música del Congo" a l'Àfrica Occidental, i lingala a Kenya, Uganda i Tanzània, en referència a l'idioma lingala de la zona on s'originà. En els vuitanta i començaments dels noranta, es popularitzà un estil més ràpid de soukous anomenat kwassa kwassa. Actualment, hi gaudeix de popularitat un estil anomenat ndombolo.

## Història

### Orígens
A la fi dels anys 1930 i començaments dels 1940, els músics congolesos fusionaren música pròpia i altres ritmes africans tradicionals amb la música del Carib, especialment l'afrocubana i sons de Sud-amèrica, ritmes no del tot diferents als del Congo, en haver-se basat fins a un cert punt en tradicions musicals africanes. Aquesta música sorgí a les ciutats de Leopoldville, (actual Kinshasa) i a Brazzaville, la capital de l'Àfrica Equatorial. La majoria dels músics cantaven en lingala, però alguns també usaven suahili, tshiluba i kikongo.

### Les grans bandes
Antoine Kolosoy, també conegut com a Wendo Kolosoy, fou la primera estrela de la rumba africana. Feu gires per Europa i Amèrica del Nord en els quaranta i cinquanta del segle XX amb un grup de set músics.
En els cinquanta, les grans bandes havien esdevingut el format preferit. Usaven guitarres acústiques baixes, guitarres elèctriques, tambors de conga, maraques, flautes o clarinets, saxòfons i trompetes.
African Jazz, dirigit per Grand Kalle, i OK Jazz, després anomenat TP OK Jazz, dirigit per Francois Luambo Makiadi, en foren els grups principals.

### Ndombolo
El soukous ràpid que predomina avui dia a l'Àfrica central, occidental i oriental és l'anomenat soukous ndombolo, que toquen Awilo Longomba, Aurlus Mabele (mort el 2020 per la pandèmia del coronavirus), Koffi Olomide i grups com Extra Musica i Wenge Musica, entre d'altres.
Alguns consideren el ball ràpid amb moviments de maluc i cul del soukous ndombolo com a obscé. És per això que hi ha hagut intents de prohibir-lo a Mali, Camerun i Kenya. Després d'un intent de prohibir-lo de la ràdio i televisió de la República Democràtica del Congo el 2000, es va tornar fins i tot més popular. Al febrer del 2005, es censuraren vídeos de ndombolo a la República del Congo per "indecents": s'eliminaren vídeos de Koffi Olomide, JB M'Piana i Werrason.
A Amèrica del Sud, en particular en ciutats com Barranquilla, Valledupar i Cartagena, totes de Colòmbia, es consideren molts temes musicals d'aquest gènere com un himne, també conegut com champeta africana o música afroantillana. És un gènere que s'ha fusionat amb la cultura costera americana. Intèrprets com Lokassa Ja Mbongo, Mbilia Bel i Zitany Neil són alguns dels artistes que en l'actualitat es poden escoltar sovint en les emissores de la costa nord colombiana.